# Religion i Swaziland
De första kända invånarna i Swaziland var sanfolket som efterlämnat förhistoriska grottmålningar på flera platser i landet. Animism, förfädersdyrkan och tron på en skapargud är trosuppfattningar bland dessa människor som också i varierande utsträckning omfattades av de invandrande bantustammar som så småningom trängde ut dem ur Swaziland. I traditionell swazireligion hette skaparen Mvelincanti (Han som var från begynnelsen).
En del gamla religiösa sedvänjor, som offrande till andar för att blidka och rådfråga dem förekommer ännu. Det är inte frågan om någon organiserad kult utan riter på familjenivå, ofta utförda i anslutning till stora tilldragelser i livet, som födsel, vigsel och död. Den årliga, rojalistiska Incwala-högtiden har sina rötter i förkristen tid.

## Kristendom
Kung Mswati II inbjöd på 1800-talet metodistmissionärer att verka i landet. De byggde den första kyrkan 1844 i Mahamba. De följdes av missionärer från den Anglikanska kyrkan 1881 och tyska lutheraner 1887. En rad olika kyrkor har sedan etablerat sig i landet, många av dem inhemska så kallade sionistkyrkor - inte sällan med synkretistiska inslag. Majoriteten av swazierna definierar sig idag som kristna. De största trossamfunden näst sionisterna är den Romersk-katolska kyrkan och Nazaréens kyrka. 
De flesta stora kristna trossamfund tillhör något av följande tre ekumeniska råd:
- Council of Swaziland Churches
- League of African Churches
- Swaziland Conference of Churches

## Andra religioner
Gästarbetare från det brittiska samväldet under kolonialtiden tog med sig andra religioner som idag fortfarande existerar som religiösa minoriteter i Swaziland: islam, bahá'í, hinduism och judendom.  